# Sesbania emerus
Sesbania emerus là một loài thực vật có hoa trong họ Đậu. Loài này được (Aubl.) Urb. miêu tả khoa học đầu tiên.